# Торбеевский район
Торбе́евский райо́н (мокш. Тарбеень аймак, эрз. Торбейбуе) — административно-территориальная единица (район) и муниципальное образование (муниципальный район) в составе Республики Мордовия Российской Федерации.
Административный центр — рабочий посёлок Торбеево.

## География
Район расположен на юго-западе республики, граничит на востоке с Ковылкинским, на севере — с Атюрьевским и Темниковским, на западе — с Зубово-Полянским районами Республики Мордовия, на юге — со Спасским районом Пензенской области.
Занимает водораздельное пространство между реками Мокша — на востоке и Вад — на западе.
По территории протекают их притоки: Парца, Виндрей, Шуструй. Рельеф спокойный, с общим уклоном на северо-запад, изрезан оврагами и балками. Расположен в лесостепной зоне.

## История
Образован 16 июля 1928 года.

## Население
| \| 1970[5] \| 1979[5] \| 1989[5] \| 2002[5] \| 2005[6] \| 2006[6] \| 2007[6] \| \| -------- \| -------- \| -------- \| -------- \| -------- \| -------- \| -------- \| \| 39 253 \| ↘31 307 \| ↘26 304 \| ↘23 285 \| ↘22 593 \| ↘22 267 \| ↘21 992 \| \| 2008[6] \| 2009[7] \| 2010[5] \| 2011[8] \| 2012[9] \| 2013[10] \| 2014[11] \| \| ↘21 746 \| ↘21 441 \| ↗21 479 \| ↘21 352 \| ↘20 908 \| ↘20 495 \| ↘20 045 \| \| 2015[12] \| 2016[13] \| 2017[14] \| 2018[15] \| 2019[16] \| 2020[17] \| 2021[4] \| \| ↘19 722 \| ↘19 374 \| ↘18 973 \| ↘18 704 \| ↘18 419 \| ↘18 287 \| ↗18 616 \| 10 000 20 000 30 000 40 000 1970 2006 2011 2016 2021 |         |         |         |         |         |         |
| 1970 | 1979    | 1989    | 2002    | 2005    | 2006    | 2007    |
| 39 253 | ↘31 307 | ↘26 304 | ↘23 285 | ↘22 593 | ↘22 267 | ↘21 992 |
| 2008 | 2009    | 2010    | 2011    | 2012    | 2013    | 2014    |
| ↘21 746 | ↘21 441 | ↗21 479 | ↘21 352 | ↘20 908 | ↘20 495 | ↘20 045 |
| 2015 | 2016    | 2017    | 2018    | 2019    | 2020    | 2021    |
| ↘19 722 | ↘19 374 | ↘18 973 | ↘18 704 | ↘18 419 | ↘18 287 | ↗18 616 |

### Урбанизация
В городских условиях (рабочий посёлок Торбеево) проживают 48,18 % населения района.

## Административное деление
В Торбеевский район как административно-территориальную единицу входят 1 рабочий посёлок (пгт) и 11 сельсоветов.
В муниципальный район, в рамках организации местного самоуправления, входят 12 муниципальных образований, в том числе 1 городское поселение и 11 сельских поселений.
Сельсоветы одноимённы образованным в их границах сельским поселениям, а рабочий посёлок — городскому поселению.
| №  | Муниципальное образование          | Административный центр   | Количество населённых пунктов | Население (чел.) | Площадь (км²) |
| -- | ---------------------------------- | ------------------------ | ----------------------------- | ---------------- | ------------- |
| 1  | Торбеевское городское поселение    | рабочий посёлок Торбеево | 3                             | ↗9343            | 12,64         |
| 2  | Варжеляйское сельское поселение    | село Варжеляй            | 7                             | ↗857             | 176,06        |
| 3  | Виндрейское сельское поселение     | село Виндрей             | 1                             | ↘321             | 195,50        |
| 4  | Дракинское сельское поселение      | село Дракино             | 1                             | ↗1496            | 40,29         |
| 5  | Жуковское сельское поселение       | село Жуково              | 4                             | ↗1249            | 91.97         |
| 6  | Кажлодское сельское поселение      | село Кажлодка            | 2                             | ↗618             | 48,60         |
| 7  | Красноармейское сельское поселение | посёлок Красноармейский  | 7                             | ↘782             | 143.02        |
| 8  | Краснопольское сельское поселение  | село Краснополье         | 7                             | ↘631             | 104.23        |
| 9  | Никольское сельское поселение      | село Никольское          | 3                             | ↗500             | 56,28         |
| 10 | Салазгорьское сельское поселение   | село Салазгорь           | 4                             | ↗1341            | 61,34         |
| 11 | Сургодьское сельское поселение     | село Сургодь             | 7                             | ↗732             | 68.1          |
| 12 | Хилковское сельское поселение      | село Хилково             | 8                             | ↘746             | 126,91        |

В 2005 году первоначально в муниципальном районе было образовано 20 муниципальных образования, в том числе 1 городское поселение и 19 сельских поселений. Последним соответствовали 19 сельсоветов.
Законом от 27 ноября 2008 года, Саввинское сельское поселение и одноимённый ему сельсовет были упразднены (населённые пункты включены в Никольское сельское поселение и одноимённый сельсовет).
Законом от 12 октября 2009 года, Центральное сельское поселение и одноимённый ему сельсовет были упразднены (населённые пункты включены в Салазгорьское сельское поселение и одноимённый сельсовет); Носакинское сельское поселение и одноимённый ему сельсовет были упразднены (населённые пункты включены в Хилковское сельское поселение и одноимённый сельсовет).
Законом от 15 июня 2010 года, Мальцевское сельское поселение и одноимённый ему сельсовет были упразднены (населённые пункты включены в Варжеляйское сельское поселение и одноимённый ему сельсовет).
Законом от 17 мая 2018 года, Мордовско-Юнкинское сельское поселение и сельсовет были упразднены (населённые пункты были включены в Красноармейское сельское поселение и сельсовет); Лопатинское сельское поселение и сельсовет были упразднены (населённые пункты были включены в Сургодьское сельское поселение и сельсовет).
Законом от 24 апреля 2019 года, Старопичурское сельское поселение и одноимённый ему сельсовет были упразднены (населённые пункты включены в Краснопольское сельское поселение и одноимённый сельсовет).
Законом от 19 мая 2020 года, Татарско-Юнкинское сельское поселение и одноимённый ему сельсовет в июне 2020 года были упразднены (населённые пункты включены в Жуковское сельское поселение и одноимённый сельсовет).

### Населённые пункты
В Торбеевском районе 54 населённых пункта.
| №  | Населённый пункт   | Тип             | Население | Муниципальное образование          |
| -- | ------------------ | --------------- | --------- | ---------------------------------- |
| 1  | Аксёновка          | деревня         | ↘92       | Сургодьское сельское поселение     |
| 2  | Бобровка           | деревня         | ↘46       | Хилковское сельское поселение      |
| 3  | Большая Ивановка   | село            | ↘84       | Жуковское сельское поселение       |
| 4  | Варжеляй           | село            | ↘437      | Варжеляйское сельское поселение    |
| 5  | Верхняя Рахманка   | село            | ↘3        | Красноармейское сельское поселение |
| 6  | Виндрей            | село            | ↘321      | Виндрейское сельское поселение     |
| 7  | Вязовка            | деревня         | ↘55       | Варжеляйское сельское поселение    |
| 8  | Гальчевка          | деревня         | ↘87       | Сургодьское сельское поселение     |
| 9  | Дракино            | село            | ↗1496     | Дракинское сельское поселение      |
| 10 | Жуково             | село            | ↘985      | Жуковское сельское поселение       |
| 11 | Жукулуг            | деревня         | ↗207      | Торбеевское городское поселение    |
| 12 | Зарубята           | деревня         | ↘34       | Сургодьское сельское поселение     |
| 13 | Кажлодка           | село            | ↘578      | Кажлодское сельское поселение      |
| 14 | Козловка           | деревня         | ↘53       | Краснопольское сельское поселение  |
| 15 | Красаевка          | село            | ↘281      | Краснопольское сельское поселение  |
| 16 | Красная Поляна     | деревня         | ↘18       | Хилковское сельское поселение      |
| 17 | Красноармейский    | посёлок         | ↘686      | Красноармейское сельское поселение |
| 18 | Краснополье        | село            | ↘156      | Краснопольское сельское поселение  |
| 19 | Куликово           | село            | ↘223      | Варжеляйское сельское поселение    |
| 20 | Лопатино           | село            | ↘245      | Сургодьское сельское поселение     |
| 21 | Мазилуг            | деревня         | ↗211      | Торбеевское городское поселение    |
| 22 | Майский            | посёлок         | →9        | Сургодьское сельское поселение     |
| 23 | Малышево           | село            | ↘178      | Хилковское сельское поселение      |
| 24 | Мальцево           | село            | ↘292      | Варжеляйское сельское поселение    |
| 25 | Маяк               | посёлок         | ↘24       | Жуковское сельское поселение       |
| 26 | Мокша              | посёлок         | ↘9        | Хилковское сельское поселение      |
| 27 | Мордовские Юнки    | село            | ↘456      | Красноармейское сельское поселение |
| 28 | Московка           | село            | ↘40       | Хилковское сельское поселение      |
| 29 | Моховая Рахманка   | село            | ↘25       | Красноармейское сельское поселение |
| 30 | Никольское         | село            | ↘432      | Никольское сельское поселение      |
| 31 | Новая Пичеморга    | село            | ↘64       | Хилковское сельское поселение      |
| 32 | Новое Четово       | деревня         | ↘148      | Варжеляйское сельское поселение    |
| 33 | Носакино           | село            | ↘484      | Хилковское сельское поселение      |
| 34 | Покровские Выселки | деревня         | ↘61       | Краснопольское сельское поселение  |
| 35 | Решетино           | село            | ↘16       | Красноармейское сельское поселение |
| 36 | Савва              | село            | ↘147      | Никольское сельское поселение      |
| 37 | Саввинские Выселки | деревня         | ↘81       | Салазгорьское сельское поселение   |
| 38 | Салазгорь          | село            | ↘1105     | Салазгорьское сельское поселение   |
| 39 | Самбур             | деревня         | ↗80       | Никольское сельское поселение      |
| 40 | Самозванка         | деревня         | ↘4        | Красноармейское сельское поселение |
| 41 | Светлый Путь       | посёлок         | ↘20       | Салазгорьское сельское поселение   |
| 42 | Селижай            | деревня         | ↘13       | Варжеляйское сельское поселение    |
| 43 | Семёновка          | деревня         | ↘9        | Красноармейское сельское поселение |
| 44 | Семивражки         | село            | ↘54       | Краснопольское сельское поселение  |
| 45 | Слаим              | село            | ↘138      | Кажлодское сельское поселение      |
| 46 | Старое Четово      | деревня         | ↘65       | Варжеляйское сельское поселение    |
| 47 | Старые Пичуры      | село            | ↘255      | Краснопольское сельское поселение  |
| 48 | Сургодь            | село            | ↘341      | Сургодьское сельское поселение     |
| 49 | Татарские Юнки     | село            | ↘386      | Жуковское сельское поселение       |
| 50 | Торбеево           | рабочий посёлок | ↗8970     | Торбеевское городское поселение    |
| 51 | Хилково            | село            | ↘305      | Хилковское сельское поселение      |
| 52 | Центральный        | посёлок         | ↘210      | Салазгорьское сельское поселение   |
| 53 | Шимаревка          | деревня         | ↘59       | Краснопольское сельское поселение  |
| 54 | Шмидовка           | деревня         | ↘40       | Сургодьское сельское поселение     |

### Упразднённые населённые пункты
Деревни Карпеловка, Засецкое, Черемушки, посёлок Первомайский.

## Экономика
В экономике превалирует сельскохозяйственное производство. В районном центре Торбеево построена и действует мощная газокомпрессорная станция газопровода «Уренгой—Помары—Ужгород». Другое крупное предприятие — мясокомбинат (ЗАО «Мясоперерабатывающий комплекс „Торбеевский“»).